# Krystyna Skwarło-Sońta
Krystyna Józefa Skwarło-Sońta – polska biolog, profesor nauk biologicznych, pracownik naukowy Instytutu Zoologii Wydziału Biologii Uniwersytetu Warszawskiego.

## Życiorys
Studiowała na Uniwersytecie Warszawskim, w 1993 r. habilitowała się na podstawie pracy zatytułowanej Rola prolaktyny w regulacji odporności u kurcząt. W 2004 r. uzyskała tytuł profesora nauk biologicznych. Pracowała na stanowisku profesora zwyczajnego w Instytucie Zoologii na Wydziale Biologii Uniwersytetu Warszawskiego.
Jest sekretarzem i członkiem zwyczajnym Towarzystwa Naukowego Warszawskiego, oraz członkiem rady naukowej w Instytucie Fizjologii i Żywienia Zwierząt im. Jana Kielanowskiego PAN.
Była wiceprezesem Polskiego Towarzystwa Przyrodników im. Kopernika.

## Odznaczenia i wyróżnienia
- Złoty Krzyż Zasługi (2006)[4]
- Medal Honorowy im. Napoleona Cybulskiego[2]